# L'Hauture

Plan de la ville d'Arles (2008).

L'Hauture est un quartier du centre-ville d'Arles.

## Description
Le quartier d'Arles appelé Hauture (ou Auture) est situé sur la plus haute proéminence de la ville surplombant la plaine deltaïque environnante. Au sud-est du centre historique, il est limité au nord par les quartiers Portagnel/Cavalerie, à l’ouest par la Cité, à l’est par le Mouleyres et au sud par le boulevard des Lices. 
Il s’agit du plus vieux quartier d’Arles. Aujourd’hui l’Hauture, comme l’ensemble du centre-ville figure dans le périmètre du secteur sauvegardé. La richesse de son passé, son agrément et la tranquillité de ses petites rues en font un quartier très prisé des touristes.

## Histoire

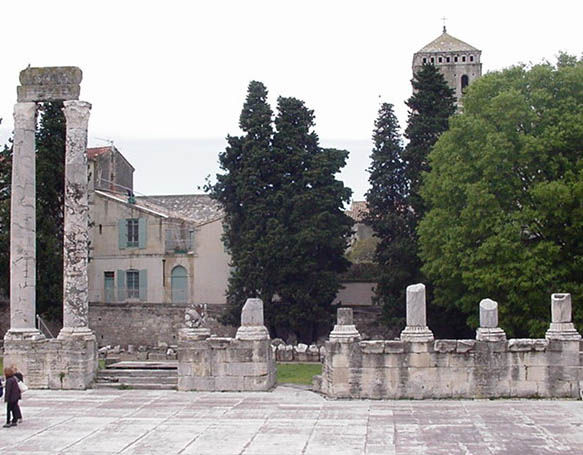
Quartier de l'Hauture - Vestiges du théâtre antique

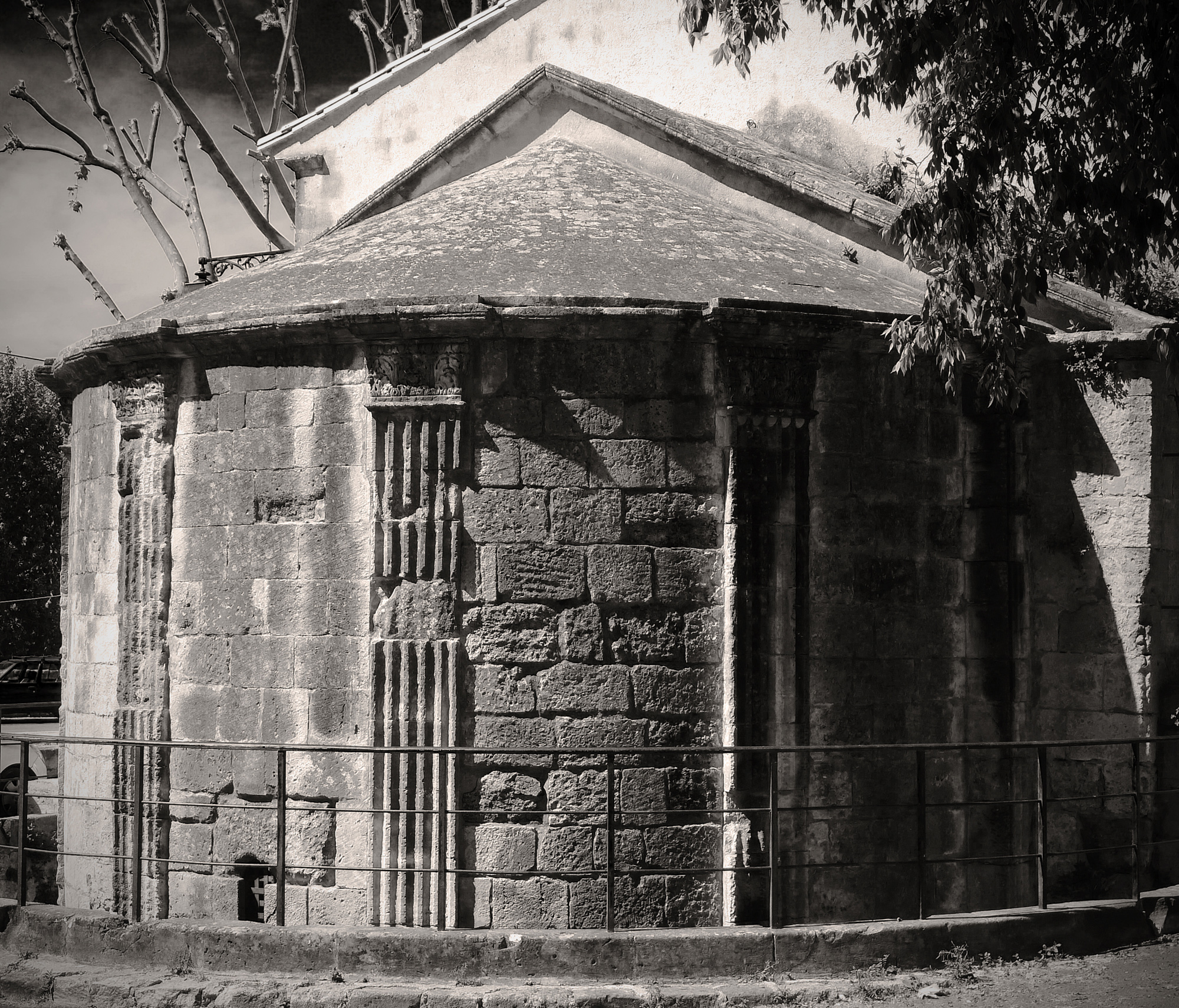
Vestige (chevet) de l'église Saint-Jean-de-Moustiers (XII) située à proximité de l'abbaye Saint-Césaire.

Le quartier de l'Hauture est occupé dès le VIe siècle av. J.-C. par des indigènes qui commercent avec la colonie grecque de Marseille. Il s’organise au IVe siècle av. J.-C. en une proto-cité salyenne.
L’urbanisation du quartier commence avec la fondation de la colonie romaine, en 46 av. J.-C. Dès cette époque sont construits le théâtre et une première enceinte encore visible surtout dans son tracé Est où se trouvent les restes de la porte d’Auguste, entrée monumentale dans la ville de la voie Aurélienne reliant Arles à l’Italie. Aux siècles suivants, le quartier va être remanié, notamment à l’époque flavienne avec la construction de l’amphithéâtre et le remodelage des fortifications. Au début du IVe siècle, la première cathédrale paléochrétienne de la cité y est érigée à son extrémité sud-est.
Sous l’Antiquité tardive et le haut Moyen Âge, le quartier  est délaissé au profit de celui de la Cité qui accueille la nouvelle cathédrale Saint-Étienne. De son côté, l’amphithéâtre fortifié va désormais servir d’ultime forteresse aux arlésiens.
 
À partir du XIIe siècle, le quartier se réorganise autour de l’église Notre-Dame-de-la-Major. Avec ses nombreux jardins, c’est le quartier des paysans et des bergers de la Crau qui en modèlent son urbanisme par un bâti modeste fait de petites maisons simples et de rues étroites encore visibles de nos jours.
À compter de la Renaissance, le quartier, échappant aux transformations de la ville à l’exception du développement de l’abbaye Saint-Césaire et à la création du château d’eau au XXe siècle, va conserver son caractère rural et artisanal et son petit habitat ancien et individuel.